# باتريك جبالا
باتريك جبالا (بالإنجليزية: Patrick Gbala)‏؛ مواليد 12 يونيو 1993 في، كوت ديفوار، هو لاعب كرة قدم إفواري .
لعب سابقاً في الإتحاد المنستيري ونادي الفتح ونادي جدة ونادي وج.

## روابط خارجية
- باتريك جبالا على موقع قاعدة بيانات كرة القدم.إي يو (الإنجليزية)
- باتريك جبالا على موقع Soccerway.com (الإنجليزية)